# 安斎隆
安斎 隆（あんざい たかし、1941年〈昭和16年〉1月17日 - ）は、日本の銀行家。

## 人物・経歴
福島県安達郡上川崎村（現・二本松市上川崎）で農家の二男として生まれる。
上川崎村立上川崎小学校、上川崎村立上川崎中学校、福島県立安達高等学校を経て、1963年（昭和38年）東北大学法学部を卒業。
日本銀行入行。香港駐在、新潟支店長、考査役、総務局次長、電算情報局長、経営管理局長、考査局長を経て、1994年（平成6年）から決済システム、アジア担当理事を務め、東アジア・オセアニア中央銀行役員会議（EMEAP）メンバーとしてアジア通貨危機への対応などにあたった。98年信用機構担当理事から日本長期信用銀行頭取となり破綻処理を行った。
2001年（平成13年）アイワイバンク銀行（のちセブン銀行）初代社長に就き、コンビニATMの手数料を収益の柱とする銀行の新しいビジネスモデルを確立し、過去最高益となった2010年に代表取締役会長に退いた。
2018年（平成30年）学校法人東洋大学理事長。

## 著書
- 『私の履歴書 始まりは「子ども銀行」 』日本経済新聞出版、2019年7月。ISBN 978-4532358242